# هستيريا (مسلسل)
هستيريا هو مسلسل تلفزيوني عراقي عرض في عام 1996.

## الممثلون
- مازن محمد مصطفى
- عادل عثمان
- تمارا محمود
- صبحي العزاوي
- هند طالب
- طه علوان
- مقداد عبد الرضا
- محمد طعمه التميمي
- سوسن شكري
- مطشر السوداني
- حكيم جاسم
- طه سالم